# Islom Inomov
Islom Inomov (ur. 30 maja 1984 w Taszkencie) – uzbecki piłkarz grający na pozycji obrońcy.

## Kariera klubowa
Karierę piłkarską Inomov rozpoczął w klubie Semurg Angren. W 2001 roku zadebiutował w jego barwach w pierwszej lidze uzbeckiej. W sezonie 2001 Semurg spadł do drugiej ligi, ale jeszcze w tym samym sezonie zawodnik odszedł do FK Buchara. Tam grał do końca 2003 roku, a na początku 2004 został piłkarzem Paxtakoru Taszkent. W tamtym roku wywalczył swoje pierwsze mistrzostwo Uzbekistanu i zdobył swój pierwszy Puchar Uzbekistanu. W 2005 roku grał w Navbahorze Namangan.
W 2005 roku Inomov przeszedł do gruzińskiego Lokomotiwi Tbilisi. Grał w nim przez jeden sezon, a w 2006 roku wrócił do Paxtakoru. W 2006 i 2007 roku wywalczył z nim dublet, a w 2009 roku - kolejny w karierze puchar kraju. Jeszcze w trakcie sezonu 2009 odszedł do FK Andiżan, a na początku 2010 roku podpisał kontrakt z Nasafem Karszy. W tym samym roku przeszedł do chińskiego Liaoning Whowin. Z kolei w 2011 roku grał w Bunyodkorze Taszkent. W 2012 roku został zawodnikiem Lokomotivu Taszkent. W 2014 powrócił do Bunyodkoru Taszkent, a w 2015 przeszedł do Olmaliq FK.
| Sezon   | Klub               | Kraj       | Rozgrywki     | Mecze | Bramki |
| ------- | ------------------ | ---------- | ------------- | ----- | ------ |
| 2001    | Semurg Angren      | Uzbekistan | Olij Liga     | 11    | 0      |
| 2001    | FK Buchara         | Uzbekistan | Olij Liga     | 16    | 0      |
| 2002    | FK Buchara         | Uzbekistan | Olij Liga     | 22    | 1      |
| 2003    | FK Buchara         | Uzbekistan | Olij Liga     | 24    | 3      |
| 2004    | Paxtakor Taszkent  | Uzbekistan | Olij Liga     | 16    | 2      |
| 2005    | Navbahor Namangan  | Uzbekistan | Olij Liga     | 9     | 2      |
| 2005/06 | Lokomotiwi Tbilisi | Gruzja     | Umaglesi Liga | 14    | 0      |
| 2006    | Paxtakor Taszkent  | Uzbekistan | Olij Liga     | 26    | 0      |
| 2007    | Paxtakor Taszkent  | Uzbekistan | Olij Liga     | ?     | ?      |
| 2008    | Paxtakor Taszkent  | Uzbekistan | Olij Liga     | ?     | ?      |
| 2009    | Paxtakor Taszkent  | Uzbekistan | Olij Liga     | ?     | ?      |
| 2009    | FK Andiżan         | Uzbekistan | Olij Liga     | ?     | ?      |
| 2010    | Nasaf Karszy       | Uzbekistan | Olij Liga     | 7     | 0      |
| 2010    | Liaoning Whowin    | Chiny      | Super League  | 13    | 0      |
| 2011    | Bunyodkor Taszkent | Uzbekistan | Olij Liga     | 15    | 0      |
| 2012    | Lokomotiv Taszkent | Uzbekistan | Olij Liga     | 22    | 1      |
| 2013    | Lokomotiv Taszkent | Uzbekistan | Olij Liga     |       |        |

## Kariera reprezentacyjna
W reprezentacji Uzbekistanu Inomov zadebiutował 18 lipca 2004 roku w wygranym 1:0 spotkaniu Pucharu Azji 2004 z Irakiem. Oprócz meczu z Irakiem zagrał także w 2 innych meczach tego pucharu: z Arabią Saudyjską (1:0) i z Turkmenistanem (1:0 i czerwona kartka). Z kolei w 2007 roku był w kadrze na Puchar Azji 2007, jednak nie rozegrał tam żadnego meczu.